# Новак, Янина
Янина Новак, пол. Janina Nowak (9 августа 1917, Блендув, Царство Польское — 1999) — первая женщина, сбежавшая из концентрационного лагеря Аушвиц.

## Биография
12 июня 1942 года в возрасте 24 лет была депортирована в Аушвиц, при регистрации получила лагерный номер 7615. Для работы была зачислена в большую группу заключённых (нем. Kommando), состоявшую примерно из двухсот польских женщин.
24 июня 1942 года во время проведения работ по сушке сена на берегу Солы предприняла успешную попытку побега, став первой женщиной в истории лагеря, кому это удалось. Её исчезновение было замечено в конце дня во время переклички. Преследование и поиски, организованные немцами, не дали никаких результатов. Получить какую-либо информацию о побеге от женщин из Kommando немцам также не удалось. На следующий день Kommando получило статус штрафной роты (до этого женских штрафных рот не существовало). Женщинам-заключённым из Kommando обрили головы (процедура, которая до этого применялась только по отношению к еврейкам) и отправили в женский подлагерь Аушвица в Будах, отличавшийся особенно тяжёлыми условиями труда и насилием капо.
Янина добралась до Лодзи, где скрывалась от немцев. В марте 1943 года была вновь арестована и 8 мая 1943 года возвращена в Аушвиц, где ей был присвоен новый лагерный номер 31529. В том же 1943 году её перевели из Аушвица в концентрационный лагерь Равенсбрюк, откуда она была освобождена в конце апреля 1945 года войсками Красной Армии.
О дальнейшей судьбе Янины Новак почти ничего не известно.
Умерла в 1999 году.

## След в культуре
В 2021 году вышел дебютный роман Марты Бычковской-Новак, вдохновлённый побегом Янины Новак, под названием «Как пройти на свободу? История первой девушки, сбежавшей из Аушвица» (Którędy na wolność? Historia pierwszej dziewczyny, która uciekła z Auschwitz).